# Margaret Bailes
Margaret Ann Johnson-Bailes (New York, 23 gennaio 1951) è un'ex velocista statunitense, campionessa olimpica della staffetta 4×100 metri ai Giochi di Città del Messico 1968.

## Palmarès
| Anno | Manifestazione  | Sede              | Evento      | Risultato | Prestazione | Note            |
| ---- | --------------- | ----------------- | ----------- | --------- | ----------- | --------------- |
| 1968 | Giochi olimpici | Città del Messico | 100 m piani | 5ª        | 11"3        |                 |
| 1968 | Giochi olimpici | Città del Messico | 200 m piani | 7ª        | 23"1        |                 |
| 1968 | Giochi olimpici | Città del Messico | 4×100 m     | Oro       | 42"8        | Record mondiale |